# Cantó de Chaumont-Sud
El cantó de Chaumont-Sud és un cantó francès del departament de l'Alt Marne, situat al districte de Chaumont. Té 7 municipis i part del de Chaumont.

## Municipis
- Buxières-lès-Villiers
- Chaumont (part)
- Foulain
- Luzy-sur-Marne
- Neuilly-sur-Suize
- Semoutiers-Montsaon
- Verbiesles
- Villiers-le-Sec

## Història
| Data d'elecció                           | Identitat            | Partit        | Qualitat |
| ---------------------------------------- | -------------------- | ------------- | -------- |
| 1973-1976                                | Jacques Weil         | Radical       |          |
| 1976-1982                                | Robert Genest        | MRG           |          |
| 1982-1988                                | Jean Carrier         | PS            |          |
| 1988-1994                                | Antoinette Galantier | divers droite |          |
| 1994-1998                                | Henri Le Roux        | PS            |          |
| 1998-2001                                | Pascal Grisoni       | PS            |          |
| 2001-                                    | Paul Flamérion       | UMP           |          |
| les dades anteriors no són pas conegudes |                      |               |          |
|                                          |                      |               |          |

## Demografia
| A partir de 1990: Població sense dobles comptes |